# Hieracium acidotum
Hieracium acidotum es una especie de planta con flor del género Hieracium, de la familia Asteraceae, orden Asterales.

## Distribución
Hieracium acidotum se distribuye por Noruega y Suecia.

## Taxonomía
Fue descrita científicamente por Gustav Adolf Hugo Dahlstedt. Fue publicada en Kongl. Svenska Vetensk. Acad. Handl., n.f., 25(3): 59 (1893).